# Pleasanton (Nebraska)
Pleasanton es una villa ubicada en el condado de Buffalo en el estado estadounidense de Nebraska. En el Censo de 2010 tenía una población de 341 habitantes y una densidad poblacional de 389,53 personas por km².

## Geografía
Pleasanton se encuentra ubicada en las coordenadas 40°58′11″N 99°5′15″O / 40.96972, -99.08750. Según la Oficina del Censo de los Estados Unidos, Pleasanton tiene una superficie total de 0.88 km², de la cual 0.88 km² corresponden a tierra firme y (0%) 0 km² es agua.

## Demografía
Según el censo de 2010, había 341 personas residiendo en Pleasanton. La densidad de población era de 389,53 hab./km². De los 341 habitantes, Pleasanton estaba compuesto por el 99.71% blancos, el 0% eran afroamericanos, el 0% eran amerindios, el 0% eran asiáticos, el 0% eran isleños del Pacífico, el 0% eran de otras razas y el 0.29% pertenecían a dos o más razas. Del total de la población el 1.17% eran hispanos o latinos de cualquier raza.